# 야로스와프 (도시)

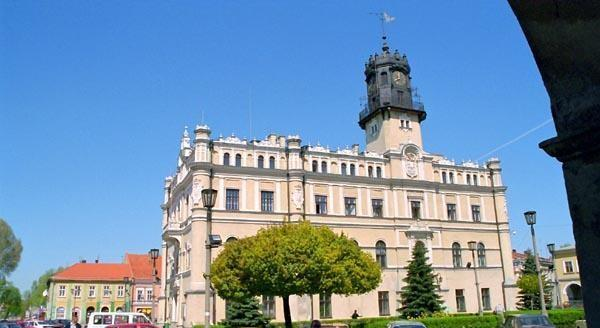
야로스와프 시청

야로스와프(폴란드어: Jarosław)는 폴란드 남동부 포트카르파츠키에주에 위치한 도시로 면적은 34.46km2, 인구는 38,970명(2014년 기준), 인구 밀도는 1,100명/km2이다.
1031년에 키예프 루스의 야로슬라프 1세 대공에 의해 설립되었으며 1375년에 폴란드의 브와디스와프 오폴치크(Władysław Opolczyk) 공작에 의해 마그데부르크법에 명시된 도시 지위를 부여받았다.

시 문장

## 자매 도시
- 슬로바키아 미할로우체
- 프랑스 오랑주
- 독일 딩겔슈테트
- 체코 비슈코프
- 우크라이나 우지호로드
- 슬로바키아 후멘네
- 우크라이나 야보리우